# 迪宗
迪宗（法語：Dhuizon，法語發音：[dɥizɔ̃]）是法国卢瓦-谢尔省的一个市镇，位于该省东部，属于罗莫朗坦-朗特奈区。

## 地理
迪宗（47°35'18"N, 1°39'29"E）面积43.34 平方千米，位于法国中央-卢瓦尔河谷大区卢瓦-谢尔省，该省份为法国中北部省份，北起厄尔-卢瓦省，东北接卢瓦雷省，东南接谢尔省，南至安德尔省，西南接安德尔-卢瓦尔省，西北接萨尔特省。
与迪宗接壤的市镇（或旧市镇、城区）包括：博济、科松河畔克鲁伊、圣西尔堡、索洛涅地区蒙特里约、讷维、图里、维勒尼。
迪宗的时区为UTC+01:00、UTC+02:00（夏令时）。

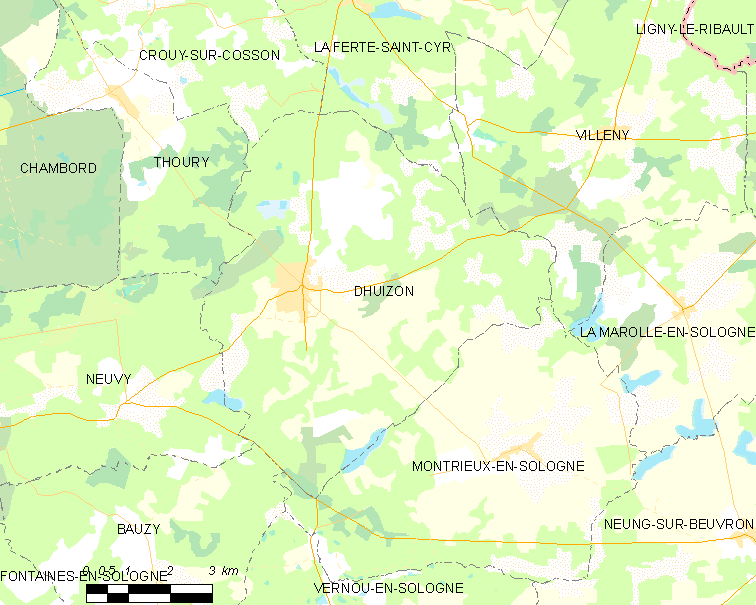
迪宗的OSM定位图

## 行政
迪宗的邮政编码为41220，INSEE市镇编码为41074。

## 政治
迪宗所属的省级选区为尚博尔县。

## 人口

1962-2008年间迪宗人口变化图示

迪宗于2022年1月1日时的人口数量为1200人。